# 多莫傑多沃航空
多莫傑多沃航空（俄语：Домодедовские авиалинии）是俄羅斯的全服務航空公司，以俄羅斯首都莫斯科的多莫傑多沃國際機場為基地，於1964年成立，2009年2月結業。

## 航點
| 旗幟 | 城市   | 國家   | 機場名稱           | 備註     |
|      | 莫斯科 | 俄羅斯 | 多莫傑多沃國際機場 | 樞紐機場 |